# Eliezer Gomes
Eliezer Gomes (Conceição de Macabu, 2 de abril de 1920 — Rio de Janeiro, 12 de fevereiro de 1979) foi um ator brasileiro.

## Biografia
Teve uma infância pobre, órfão aos dezesseis anos de idade, trabalhou como comerciário e estivador. Depois foi funcionário público estadual. 
Sua carreira artística teve inicio quando um desconhecido o aconselhou a fazer o teste para o papel de Tião Medonho, no filme O Assalto ao Trem Pagador, um clássico da cinematografia brasileira, que lhe rendeu uma de suas mais célebres atuações, garantindo-lhe os prêmios de Melhor Ator, no Festival de Cinema da Bahia e no V Festival de Cinema de Curitiba, e de Melhor Revelação, no Troféu Cinelândia.
Um ano depois, em 1963, participou do filme Ganga Zumba - Rei dos Palmares, filme dirigido por Cacá Diegues e com a participação de Cartola e de Dona Zica, da Mangueira.
Em 1975 recebeu o Kikito, como melhor ator, por seu papel em O Anjo da Noite, no Festival de Cinema de Gramado.
Faleceu aos 58 anos, vítima de um derrame cerebral.

## Carreira

### No cinema
| Ano  | Título                               | Personagem   | Notas                       |
| ---- | ------------------------------------ | ------------ | --------------------------- |
| 1962 | O Assalto ao Trem Pagador            | Tião Medonho |                             |
| 1964 | Ganga Zumba                          | Anoroba      |                             |
| 1965 | O beijo                              | Aruba        |                             |
| 1965 | Choque de Sentimentos                | —            | [ 4 ]                       |
| 1965 | Crônica da Cidade Amada              | Favelado     | Segmento: "Um Pobre Morreu" |
| 1965 | Os Vencidos                          | —            | [ 5 ]                       |
| 1966 | Gern hab’ ich die Frauen gekillt     | —            | Não creditado               |
| 1966 | Samba                                | Bandido      |                             |
| 1967 | Operação Paraíso                     | —            | Não creditado               |
| 1967 | Palmeiras Negras                     | Moro         |                             |
| 1967 | Perpétuo Contra o Esquadrão da Morte | Gonzaga      |                             |
| 1967 | Tarzan e O Grande Rio                | —            | Não creditado               |
| 1968 | Chegou a Hora, Camarada!             | —            |                             |
| 1968 | Na Mira do Assassino                 | Juca         |                             |
| 1969 | Carnaval de Assassinos               | —            |                             |
| 1969 | Sete Homens Vivos ou Mortos          | —            |                             |
| 1970 | Faustão                              | Faustão      |                             |
| 1971 | O Homem das Estrelas                 | Irênio III   |                             |
| 1973 | Joanna francesa                      | Gismundo     |                             |
| 1974 | O Anjo da Noite                      | Augusto      |                             |

## Prêmios
- 1962 - Melhor Ator do Festival de Cinema da Bahia; Revelação no V Festival de Cinema de Curitiba; Revelação no Troféu Cinelândia; todos com O Assalto ao Trem Pagador.
- 1975 - Kikito de melhor ator em O Anjo da Noite.[7]